# Giải bóng đá U-18 Quốc gia 2004
Giải bóng đá U18 quốc gia 2004 có tên gọi chính thức là Giải bóng đá U18 Quốc gia - Cúp Báo Bóng đá 2004 là giải đấu đầu tiên báo Bóng đá đứng ra tổ chức thông qua VFF từ ngày 21 tháng 7 đến 30 tháng 7 năm 2004.

## Các đội bóng
+ Tám đội bóng tiêu biểu tham dự vòng chung kết được chia làm 2 bảng A và B, Bảng A gồm Hải Phòng, Đà Nẵng, Thành Long-TP Hồ Chí Minh, Tiền Giang; còn bảng B gồm ICC An Giang, PJICO Sông Lam-Nghệ An, DELTA- Đồng Tháp và Phú Yên.
+ Các đội thi đấu vòng tròn một lượt ở bảng đấu để chọn ra 2 đội nhất nhì mỗi bảng thi đấu ở vòng bán kết. Đội thắng ở vòng bán kết được đá trận chung kết còn hai đội còn lại sẽ đồng giải ba chung cuộc.

## Vòng chung kết

### Trận chung kết
|  | v        |  |
|  | -------- |  |
|  | Chi tiết |  |

|  |       | Luân lưu 11m |
|  | 6 – 5 |              |

## Tổng kết
- Vô địch: U18 Sông Lam Nghệ An
- Hạng nhì: U18 Thành Long
- Đồng hạng ba: U18 Đồng Tháp, U18 Đà Nẵng
- Cầu thủ xuất sắc nhất: Tiền đạo Nguyễn Văn Khải (U18 Thành Long)
- Thủ môn xuất sắc nhất: Nguyễn Thanh Tùng (U18 Hải Phòng)
- Vua phá lưới: Nguyễn Văn Khải, Nguyễn Văn Mộc (U18 Đồng Tháp) - 4 bàn.
- Giải phong cách: U18 Đồng Tháp.